# Pilumnus spinicarpus
Pilumnus spinicarpus is een krabbensoort uit de familie van de Pilumnidae. De wetenschappelijke naam van de soort is voor het eerst geldig gepubliceerd in 1906 door Grant & McCulloch.